# San José el Potrero, delstaten Mexiko
San José el Potrero är en ort i kommunen Sultepec i delstaten Mexiko i Mexiko. Samhället hade 234 invånare vid folkräkningen 2020.